# Wellington Without
Wellington Without – civil parish w Anglii, w hrabstwie Somerset, w dystrykcie (unitary authority) Somerset. Leży 71 km na południowy zachód od miasta Bristol i 225 km na zachód od Londynu.